# Geschlechtsrollenstress
Geschlechtsrollenstress ist Stress der ausgelöst wird, wenn Menschen von den sozialen Normen der gesellschaftlich bzw. kulturell geltenden Geschlechterrollen abweichen und dadurch in einen Geschlechtsrollenkonflikt geraten. Da Geschlechterrollen vielfältig, inkonsistent und widersprüchlich sind, stehen alle Menschen je nach Lebensphase und -situation unter mehr oder weniger großer Spannung. Zusätzlich kann die individuelle, körperliche, psychische und gesundheitliche Entwicklung zu Geschlechtsrollenstress führen – etwa bei Transsexualität, Homosexualität, Unfällen, Operationen, Krankheiten. Wenn Geschlechtsrollennormen nicht erfüllt werden können und dies zu Gefährdungen oder Traumata führt, wird die daraus resultierende psychische Belastung als Geschlechtsrollenbelastung (engl. Gender Role Strain) bezeichnet.
Die systematische Erforschung begann 1987 in den USA, indem erstmals eine psychologische Systematik zur Erhebung von männlichem Geschlechtsrollenstress vorgestellt wurde. 1992 folgte eine weitere Systematik zur Erforschung von weiblichem Geschlechtsrollenstress. Seitdem wird das Forschungskonzept immer weiter angewandt, ausgebaut und auch in international vergleichenden Studien eingesetzt. Beispielsweise wurde auf dieser Basis eine Skala entwickelt, um den Zusammenhang von Männlichkeit und Schamgefühl zu untersuchen.
Im deutschsprachigen Raum wird Geschlechtsrollenstress bislang kaum erforscht. Zwischen 1996 und 2005 publizierte Andreas Thiele zum Thema.

## Männlicher Geschlechtsrollenstress

### Forschungsstand
Die Forschung zeigt, dass ein hohes Maß an Geschlechtsrollenkonflikt bei Männern zu einem hohen Maß an psychischem Stress führt. Geschlechterrollen variieren je nach Kultur, Lebensphase und -situation, weshalb auch der aus dem Geschlechterrollenkonflikt resultierende Stress je nach Situation und Kontext unterschiedlich ist.
Männer, die einen männlichen Geschlechtsrollenkonflikt erleben, zeigen psychologische Verteidigungs- bzw. Abwehrmechanismen. Dazu zählt beispielsweise, dass sie sich gegen Personen, Strukturen oder Entwicklungen wenden, die ihre Männlichkeit bedrohen und hierauf die negativen Eigenschaften projizieren, die sie an sich selbst leugnen (Projektion). Männer zeigen solche Abwehrmechanismen, um Gefühle der Unsicherheit oder Unterlegenheit zu vermeiden, die mit männlichen Normen von Selbstvertrauen und Überlegenheit in Konflikt stehen. Männern mit starkem männlichem Geschlechtsrollenkonflikt haben durch die männliche Geschlechtsrollennorm der Dominanz und Viktimisierung selbst häufig Gewalt erlebt.

Geschlechtsrollennormen sind bis heute für Männer noch sehr viel strikter festgelegt und halten weniger Ausweichmöglichkeiten bereit als für Frauen. Daher verletzen Männer die Geschlechtsrollennormen häufiger und werden dafür häufiger und stärker bestraft. Die männliche Geschlechtsrolle gilt als besonders problembehaftet, weil "die zur Definition dieser Rolle herangezogenen Eigenschaften oder Charakteristika bereits auf Vorstellung darüber basieren, was ein Mann ist oder sein sollte" und die Vielfältigkeit und Komplexität von Männlichkeiten bislang noch kaum gelebt und gezeigt werden darf.
"Die Gefahr, für eine Verletzung der Geschlechtsrollennorm abgeurteilt zu werden, kann einen Mann veranlassen, dieser Norm übermäßig entsprechen zu wollen".
Obwohl weiblicher Geschlechtsrollenstress ebenfalls erforscht wird, stehen männliche Geschlechtsrollenkonflikte bislang im Vordergrund des Forschungsinteresses.

### Forschungssystematik von 1987
Die Skala, die 1987 zur Erforschung von männlichem Geschlechtsrollenstress vorgestellt wurde, enthielt fünf Hauptaspekte von Ängsten:
- Angst vor körperlicher Unzulänglichkeit
  - Das Gefühl, nicht in guter körperlicher Verfassung zu sein
  - Nicht in der Lage, einen Sexualpartner zu finden
  - Unzufriedenheit des Sexualpartners
  - Für "schwul" gehalten werden
  - Bei einem Sportwettbewerb verlieren
  - Weiblich wirken
  - Weniger athletisch als ein Freund sein
  - Schlecht gegenüber anderen Männern abzuschneiden
  - Weniger Alkohol als andere vertragen
- Angst vor Emotionen
  - Der Partnerin zu sagen, dass du sie liebst
  - Jemandem sagen, dass du dich verletzt fühlst, von dem was er/sie gesagt hat
  - Zugeben, dass du vor etwas Angst hast
  - Wenn du Kinder hast, zu sehen, dass sie weinen
  - Mit einer Frau sprechen, die weint
  - Einen männlichen Freund trösten, der erschüttert ist
  - Einem anderen Mann den Arm um die Schulter legen
- Angst vor der Unterordnung unter Frauen
  - Bei der Arbeit von einer Frau übertroffen werden
  - Eine Chefin haben
  - Die Kontrolle über eine Situation einer Frau überlassen
  - Wenn die Partnerin mehr Geld verdient als du
  - In einem Spiel von einer Frau übertroffen werden
  - Wenn die Partnerin arbeiten muss, um die Familie zu ernähren
  - Gegenüber Freunden zugeben, dass du Hausarbeit machst
  - Mit einer Frau zusammen sein, die viel größer ist als du
- Angst vor geistiger Unterlegenheit
  - Nach dem Weg fragen, wenn du dich verfahren/verlaufen hast
  - Mit Menschen arbeiten, die ehrgeiziger sind als du
  - Mit einer gebildeten und intelligenten Feministin sprechen
  - Wenn andere sagen, dass du unentschlossen bist
  - Wenn andere sagen, dass du zu emotional bist
  - Mit Leuten arbeiten, die intelligenter sind als du selbst
  - Bei einem kranken Kind zu Hause bleiben
- Angst vor Erfolglosigkeit
  - Arbeitslos sein
  - Nicht genug Geld verdienen
  - Unzureichende berufliche Fähigkeiten, um erfolgreich zu sein
  - Sexuell nicht erregbar zu sein
  - Zu müde für Sex zu sein, wenn deine Partnerin es möchte
  - Unfähig zur sexuellen Erregung zu sein, wenn du willst
  - Übergangen werden bei einer Beförderung
  - Entlassen werden[1]

## Weiblicher Geschlechtsrollenstress
Die Skala, die 1992 zur Erforschung von weiblichem Geschlechtsrollenstress vorgestellt wurde, enthielt fünf Hauptaspekte von Ängsten:
- Angst vor körperlicher Unattraktivität
  - Von anderen als übergewichtig wahrgenommen werden
  - Herauszufinden, dass Du 5 Kilo zugenommen hast
  - Sich weniger attraktiv zu fühlen als du einmal warst
  - Schwerer sein als dein Partner
  - Groß zu sein
  - Wenn du dein Aussehen nicht ändern kannst, um jemandem zu gefallen
  - Im mittleren Lebensalter noch Single zu sein
  - Einen Badeanzug/Bikini in der Öffentlichkeit tragen
- Angst vor emotionslosen Beziehungen
  - Gefühl, unter Druck gesetzt zu werden, sich sexuell zu betätigen
  - Sich mit unerwünschten sexuellen Annäherungen auseinandersetzen müssen
  - In einer sexuellen Beziehung als selbstverständlich betrachtet werden
  - Unter Druck gesetzt werden um Sex zu haben, wenn du Zuneigung von Deinem Partner möchtest
  - Mehrere Sexpartner haben
  - Eine intime Beziehung ohne jede Romanze haben
  - Die emotionalen Bedürfnisse der Familienmitglieder nicht erfüllen zu können
  - Wenn dein Partner Beziehungsprobleme nicht besprechen will
  - Als promiskuitiv angesehen werden
  - Wenn andere glauben, dass Du emotional kalt bist
- Angst, sich selbstbewusst zu verhalten
  - Verhandeln mit einem Verkäufer beim Kauf eines Autos
  - Den Preis von Autoreparaturen verhandeln
  - Sicherzustellen, dass du beim Kauf eines Hauses oder Autos nicht ausgenutzt wirst
  - Führung oder Beaufsichtigung älterer und erfahrener Mitarbeiter bei der Arbeit
  - Der Versuch, eine gute Mutter zu sein und hervorragend bei der Arbeit (Familie und Beruf vereinbaren)
  - Sich im Job "verkaufen" müssen
  - Mit jemandem reden, der wütend auf dich ist
- Angst, Opfer zu werden
  - Ein seltsames Geräusch hören, während du allein zuhause bist
  - Von einem gefährlichen Verbrecher zu hören, der in der Nähe entkommen ist
  - Eine Autopanne unterwegs haben
  - Gefühl, dass du von jemandem verfolgt wirst
  - Allein in eine neue Stadt umziehen
  - Einen obszönen Anruf erhalten
- Angst, nicht fürsorglich zu sein
  - Wenn dein Partner arbeitslos ist und keine Arbeit mehr finden kann
  - Wenn dein Kind von seinen Freunden nicht gemocht wird
  - Einen schwachen oder inkompetenten Partner haben
  - Wenn jemand anders deine Kinder betreut
  - Kurz nach der Geburt Deines Kindes wieder zu arbeiten
  - Den Partner dazu zu bringen, die Verantwortung für die Kinderbetreuung zu übernehmen
  - Nach der Scheidung das Sorgerecht für die Kinder zu verlieren
  - Wenn eine gute Freundin/ein guter Freund nicht mehr mit dir sprechen will.[2]